# Климовское (Тотемский район)
Климовское — деревня в Тотемском районе Вологодской области.
Входит в состав Толшменского сельского поселения, с точки зрения административно-территориального деления — в Никольский сельсовет.
Расстояние по автодороге до районного центра Тотьмы — 102 км, до центра муниципального образования села Никольское — 2 км.
По данным переписи в 2002 году постоянного населения не было.